# One Africa Television
One Africa Television è una rete televisiva della Namibia. Trasmette dalla capitale Windhoek in inglese.

## Storia
One Africa Television fu fondata da Paul van Schalkwyk nel 2003, divenendo il primo canale televisivo privato nel Paese.
Nel 2009 firmò un accordo di cooperazione con la TV sudafricana .
Il fondatore del canale nonché presidente Paul van Schalkwyk morì in un incidente aereo il 10 marzo 2014.
One Africa Television completò il passaggio alla tecnologia digitale terrestre, cessando le trasmissioni in analogico il 20 ottobre 2017.
Nel 2020 fu acquistato dal gruppo TribeFire Studios.

## Programmi
- Today on One, notizie locali e attualità, trasmesso quotidianamente
- Learn on One, programma didattico per studenti e adulti, disponibile su www.learnononbe.org
- It's a Wrap, programma di attualità
- The Tribe, musica locale
- 7de Laan, soap opera
- BBC World News
- Ubongo Kids
- Planet Michaels
- The Saturday Breakfast
- DWTV
- BBC Life Clinic
- BBC What's New
- The Football Review
- BBC Sport: Africa
- V10 Music Video Chart
- Generation C
- Rap Attack
- BBC Smart Money
- Tourismus
- River of Life
- 700 Club
- Turning Point
- See His Glory
- AgriMonitors
- Regional Review
- Sunday Experience
- Ask the Mayor
- OMDis
- 99 FM's Royal Hustlers
- Kletskompas
- The Agenda
- The Football Review
- Akili & Me
- Superbook
- Waka Waka Moo